# Stephen Johns (Eishockeyspieler)
Stephen Paul Johns (* 18. April 1992 in Ellwood City, Pennsylvania) ist ein ehemaliger US-amerikanischer Eishockeyspieler. Zwischen 2016 und 2020 bestritt der Verteidiger insgesamt 167 Partien für die Dallas Stars in der National Hockey League (NHL), musste seine aktive Laufbahn jedoch verletzungsbedingt frühzeitig beenden.

## Karriere

### Jugend und Universität
Stephen Johns wurde in Ellwood City geboren und besuchte dort die Lincoln High School, wuchs allerdings im wenige Kilometer entfernten Wampum auf. In seiner Jugend spielte der Verteidiger unter anderem für die Pittsburgh Hornets, ehe er mit Beginn der Saison 2008/09 in das USA Hockey National Team Development Program (NTDP) aufgenommen wurde, die zentrale Talenteschmiede des US-amerikanischen Verbandes in Ann Arbor, Michigan. Mit den Mannschaften des NTDP nahm er in den folgenden zwei Jahren am Spielbetrieb der North American Hockey League und der United States Hockey League teil, den beiden höchsten Junioren-Ligen der USA. Zudem fungieren die Auswahlen des NTDP auch als Nachwuchs-Nationalmannschaften, sodass er mit der U18 seines Heimatlandes bei der U18-Weltmeisterschaft 2010 die Goldmedaille gewann.
Nach zwei Jahren schied Johns altersbedingt aus dem NTDP aus und wurde im folgenden NHL Entry Draft 2010 an 60. Position von den Chicago Blackhawks ausgewählt. Anschließend begann er im Herbst 2010 ein Studium an der University of Notre Dame, das er 2014 mit einem Abschluss in Marketing beendete. Parallel dazu nahm er mit deren Eishockey-Team, den Notre Dame Fighting Irish, am Spielbetrieb der National Collegiate Athletic Association teil und gewann mit der Mannschaft 2013 die Meisterschaft der Central Collegiate Hockey Association. Im Jahr zuvor hatte er mit der U20-Nationalmannschaft der USA an der U20-Weltmeisterschaft 2012 teilgenommen, dort allerdings nur den siebten Platz belegt. In seinem Senior-Jahr wechselten die Fighting Irish die Conference, sodass er 2014 ins Second All-Star Team der Hockey East gewählt werden konnte.

### NHL
In der Folge unterzeichnete Johns im April 2014 einen Einstiegsvertrag bei den Blackhawks, die ihn bis zum Ende der Spielzeit 2013/14 bei ihrem Farmteam, den Rockford IceHogs, in der American Hockey League (AHL) einsetzen. In Rockford verbrachte der Abwehrspieler auch die gesamte Saison 2014/15, in der er in 51 Spielen auf 21 Scorerpunkte kam und die Liga (gemeinsam mit drei weiteren Spielern) mit einer Plus/Minus-Statistik von +30 anführte. Ohne eine Partie für die Blackhawks absolviert zu haben, wurde Johns im Juli 2015 samt Patrick Sharp an die Dallas Stars abgegeben, die im Gegenzug Trevor Daley und Ryan Garbutt nach Chicago schickten.
Auch die Stars schickten Johns vorerst zu ihrem AHL-Farmteam, die Texas Stars, beriefen ihn allerdings im März 2016 erstmals in ihr NHL-Aufgebot, sodass er wenig später in der National Hockey League (NHL) debütierte und bis zum Saisonende auf 27 Einsätze kam, davon 13 in den Playoffs. Im Rahmen der Vorbereitung auf die Spielzeit 2016/17 konnte Johns seinen Stammplatz im Kader der Stars bestätigen und kommt dort seither regelmäßig zum Einsatz. Im Juni 2018 unterzeichnete er einen neuen Dreijahresvertrag in Dallas, der ihm ein durchschnittliches Jahresgehalt von 2,35 Millionen US-Dollar einbringen soll. Die folgende Saison 2018/19 verpasste er jedoch komplett aufgrund einer Kopfverletzung bzw. einer Gehirnerschütterung. In der Folgespielzeit 2019/20 erreichte er mit den Stars in den Playoffs 2020 das Endspiel um den Stanley Cup, unterlag dort jedoch den Tampa Bay Lightning mit 2:4.
Im Juni 2021 gab Johns das Ende seiner aktiven Karriere bekannt, nachdem er in der Saison 2020/21 aus gesundheitlichen Gründen erneut ohne Einsatz blieb. Grund dafür waren nach wie vor vorhandene Symptome aufgrund wiederholter Gehirnerschütterungen sowie folgende Depressionen.

## Erfolge und Auszeichnungen
- 2010 Goldmedaille bei der U18-Weltmeisterschaft
- 2013 Mason-Cup-Gewinn mit der University of Notre Dame
- 2014 Hockey East Second All-Star Team

## Karrierestatistik

### International
Vertrat die USA bei:
- U18-Weltmeisterschaft 2010
- U20-Weltmeisterschaft 2012

(Legende zur Spielerstatistik: Sp oder GP = absolvierte Spiele; T oder G = erzielte Tore; V oder A = erzielte Assists; Pkt oder Pts = erzielte Scorerpunkte; SM oder PIM = erhaltene Strafminuten; +/− = Plus/Minus-Bilanz; PP = erzielte Überzahltore; SH = erzielte Unterzahltore; GW = erzielte Siegtore; 1 Play-downs/Relegation; Kursiv: Statistik nicht vollständig)